# Jasność Eddingtona
Jasność Eddingtona – jasność gwiazdy lub innego obiektu o sferycznej symetrii, przy której ciśnienie promieniowania emitowanego przez obiekt działające na atmosferę gwiazdy równoważy przyciąganie grawitacyjne tej atmosfery.
Klasyczny wzór na jasność Eddingtona:
{\displaystyle L_{Edd}=1{,}3\cdot 10^{31}{\tfrac {\operatorname {M} }{\operatorname {M} _{\odot }}}} [J/s]
gdzie:
M – masa rozważanego obiektu,
Mʘ – masa Słońca.
Jeżeli jasność obiektu przekracza jasność Eddingtona, jego atmosfera nie jest w równowadze hydrostatycznej, w wyniku czego następuje intensywny wypływ materii w postaci wiatru gwiazdowego. Jasność Eddingtona zależy od masy obiektu, a także (w ogólniejszym ujęciu) od składu materii oddziałującej z promieniowaniem.
W swoich oryginalnych rozważaniach Arthur Stanley Eddington uwzględnił tylko jeden proces oddziaływania materii z promieniowaniem – rozpraszanie fotonów na swobodnych elektronach. Tak określona jasność równowagi zależy tylko od masy obiektu i stałych fizycznych. W niektórych zastosowaniach nadal używa się tego prostego (klasycznego) kryterium. W ogólności bierze się pod uwagę stopień jonizacji materii i uwzględnia pełniej zjawiska absorpcji i rozpraszania.
Pojęcie to jest wykorzystywane w astronomii do charakteryzowania jasności bardzo masywnych gwiazd, wiatrów gwiazdowych, a także do charakteryzowania jasności aktywnych galaktyk.

## Wyprowadzenie wzoru
Dla gwiazdy o masie M i jasności L. Granicę otrzymuje się przez przyrównanie siły wywołanej ciśnieniem promieniowania z przeciwnie działającą siłą grawitacyjną. Obie siły są odwrotnie proporcjonalne do kwadratu odległości od środka gwiazdy, a zatem osiągnięta równość jest niezależna od promienia obiektu.
Grawitacyjne przyciąganie jednostki objętości atmosfery gwiazdy o gęstości {\displaystyle \rho } jest dane wzorem:
{\displaystyle F_{g}=-\rho g=-G{\frac {M\rho }{r^{2}}}.}
Skierowana na zewnątrz siła wywołana ciśnieniem promieniowania jest dana jako:
{\displaystyle F_{p}=-{\frac {\kappa \rho }{c}}F_{rad}=-{\frac {\sigma _{T}\rho }{m_{p}c}}{\frac {L}{4\pi r^{2}}},}
gdzie {\displaystyle \kappa } jest ogólnym wyrażeniem określającym nieprzezroczystość atmosfery gwiazdy, równym {\displaystyle \sigma _{T}/m_{p},} gdy gaz w założeniu składa się wyłącznie z całkowicie zjonizowanego wodoru ({\displaystyle \sigma _{T}} jest przekrojem czynnym Thomsona na rozpraszanie fotonów na swobodnych elektronach, a {\displaystyle m_{p}} masą protonu).
Przyrównując te dwie siły otrzymuje się jasność L zwaną jasnością Eddingtona:
{\displaystyle {\begin{aligned}L_{\mathrm {Edd} }&={\frac {4\pi GMm_{\mathrm {p} }c}{\sigma _{\mathrm {T} }}}\\&\cong 1{,}3\times 10^{31}\left({\frac {M}{M_{\bigodot }}}\right)\mathrm {W} =3{,}3\times 10^{4}\left({\frac {M}{M_{\bigodot }}}\right)L_{\bigodot },\end{aligned}}}
gdzie:
{\displaystyle M} – masa obiektu centralnego,
{\displaystyle M_{\bigodot }} – masa Słońca,
{\displaystyle L_{\bigodot }} – jasność Słońca,
{\displaystyle m_{\mathrm {p} }} – masa protonu,
{\displaystyle \sigma _{\mathrm {T} }} – przekrój Thomsona na rozpraszanie fotonów na elektronach.
Masa protonu pojawia się we wzorze z następującego powodu. Ciśnienie promieniowania działa przede wszystkim na elektrony (w niewielkim stopniu na protony), jako cząstki lżejsze. Elektrony unosząc się do góry oddzielają się od protonów, ale to rozdzielenie ładunków powoduje zadziałanie silnego przyciągania elektrostatycznego elektronów i protonów, hamującego ruch elektronów. Zatem dopóki ciśnienie promieniowania nie jest w stanie unieść zarówno elektronu, jak i protonu, jasność gwiazdy jest mniejsza od jasności Eddingtona. Masa elektronu w stosunku do masy protonu jest zaniedbywalna, zatem masa protonu jest dobrą miarą masy ładunkowo neutralnego układu elektron plus proton.
W pewnych sytuacjach należy jednak wprowadzić poprawki do powyższego wzoru, czyli zastosować inne wyrażenie na {\displaystyle \kappa ,} na przykład w ewolucyjnie zaawansowanych gwiazdach o atmosferze helowej. Jądro helu jest czterokrotnie cięższe niż jądro wodoru, a ciśnienie promieniowania działa na dwa elektrony, a zatem jasność Eddingtona dla takiej atmosfery jest dwa razy większa niż dla atmosfery wodorowej. Z drugiej strony, w warunkach bardzo gorącej plazmy, na przykład w otoczeniu czarnych dziur lub gwiazd neutronowych, może występować zjawisko kreacji par elektronowo-pozytonowych. W takiej sytuacji w atmosferze powstają ładunkowo neutralne pary elektron–pozyton, o łącznej masie 1836/2 raza mniejszej od masy protonu, a działająca siła ciśnienia promieniowania jest dwukrotnie większa niż w atmosferze wodorowej, co powoduje, że jasność Eddingtona dla takiego ośrodka zdominowanego przez pary elektronowo-pozytonowe jest 1836 razy mniejsza niż dla atmosfery wodorowej. Dla gwiazd o tylko częściowo zjonizowanej atmosferze dokładne obliczenia są złożone, a wiatr gwiazdowy pojawia się przy jasności znacznie mniejszej od klasycznej granicy Eddingtona, co wiąże się z działaniem ciśnienia promieniowania w liniach atomowych.